# کانای (یهودیت)
کانای (عبری: קנאי‎) (عبری: קנאי‎) اصطلاحی است برای زیلوت‌ها یا تعصب. یعنی کسی که برای خدا غیرت کند.

## کانای اول
اولین کانای که در تناخ (کتاب مقدس عبری) ذکر شده، فینحاس (فینهاس) است. پینچاس به خاطر غیرتش از سوی خدا پاداش گرفت زیرا او از روی نفرت یا برای هیچ منفعت شخصی عمل نکرد، بلکه صرفاً به خاطر خدا عمل کرد.